# Liste der Monuments historiques in Mauvages
Die Liste der Monuments historiques in Mauvages führt die Monuments historiques in der französischen Gemeinde Mauvages auf.

## Liste der Immobilien
| Bezeichnung                 | Beschreibung                                                                             | Standort                 | Kennzeichnung | Schutzstatus | Datum | Bild           |
| --------------------------- | ---------------------------------------------------------------------------------------- | ------------------------ | ------------- | ------------ | ----- | -------------- |
| Waschhaus „Fontaine du Deo“ | nach hinten halbkreisförmig geschlossen; 1831/32 erbaut, Architekt Joseph-Théodore Oudet | Place de l’Église (Lage) | PA00106582    | Classé       | 1988  | weitere Bilder |
| Kirche St-Pantaléon         | romanisches Portal, 12. Jahrhundert; Kirchenschiff wiederholt umgebaut                   | Place de l’Église (Lage) | PA00106581    | Inscrit      | 1935  | weitere Bilder |

## Liste der Objekte
| Bezeichnung             | Beschreibung | Standort                                     | Kennzeichnung | Schutzstatus | Datum | Bild |
| ----------------------- | --- | -------------------------------------------- | ------------- | ------------ | ----- | ---- |
| Wandgemälde Ecce Homo   | bezeichnet 1547                                                                                                   | in der Kirche St-Pantaléon (Lage)            | PM55000398    | Classé       | 1988  |      |
| Kasel (1)               | Seide, bestickt, erste Hälfte des 19. Jahrhunderts; im Centre départemental d’art sacré in Saint-Mihiel deponiert | in der Kapelle Visitaion-de-la-Vierge (Lage) | PM55002061    | Inscrit      | 1994  |      |
| Kasel (2)               | Seide, bestickt, erste Hälfte des 19. Jahrhunderts; im Centre départemental d’art sacré in Saint-Mihiel deponiert | in der Kapelle Visitaion-de-la-Vierge (Lage) | PM55002059    | Inscrit      | 1994  |      |
| Relief Leidenswerkzeuge | Kalkstein, 17. Jahrhundert                                                                                        | in der Kapelle Visitaion-de-la-Vierge (Lage) | PM55002062    | Inscrit      | 1995  |      |
| Seitenaltar             | Stein, farbig gefasst, 16. Jahrhundert                                                                            | in der Kirche St-Pantaléon (Lage)            | PM55000397    | Classé       | 1907  |      |
| Kasel (3)               | Seide, bestickt, erste Hälfte des 19. Jahrhunderts; im Centre départemental d’art sacré in Saint-Mihiel deponiert | in der Kapelle Visitaion-de-la-Vierge (Lage) | PM55002060    | Inscrit      | 1994  |      |